# Monte Marenzo
Monte Marenzo – miejscowość i gmina we Włoszech, w regionie Lombardia, w prowincji Lecco.
Według danych na rok 2004 gminę zamieszkiwało 1958 osób, 652,7 os./km².